# Robert Thurman
Robert Alexander Farrar Thurman (New York, 3 agosto 1941) è un saggista, orientalista e monaco buddhista statunitense, che ha scritto, curato e tradotto numerosi libri sul buddhismo tibetano.
Thurman è docente di studi buddhisti indo-tibetani Je Tsongkhapa alla Columbia University, cofondatore e presidente della Tibet House di New York e attivista anti-cinese per la libertà del Tibet. È anche il padre della celebre attrice Uma Thurman.

## Biografia e attività
Figlio di un giornalista, Beverly Reid Thurman, Jr. (1909–1962) e di un'attrice, Elizabeth Dean Farrar (1907–1973), nel 1961 perse un occhio a causa di un incidente automobilistico. Dopo il divorzio dalla prima moglie (dalla quale ebbe una figlia), è diventato buddhista e successivamente monaco, studiando sotto la guida di Tenzin Gyatso, il XIV Dalai Lama. Rinunciò poi al voto di celibato, mantenendo la qualifica di " monaco laico", fino a gli anni '90, quando abbandonò l'abito monastico, ma non la fede buddhista. Nel 1967 si è risposato con la psicoterapeuta ed ex modella Nena von Schlebrügge (ex moglie di Timothy Leary), dalla quale ha avuto altri quattro figli, tra cui Uma Thurman.
Ha fondato un centro per il Tibet (Tibet House) a New York insieme all'attore Richard Gere, oltre a un istituto per lo studio della medicina tradizionale tibetana (Thurman la studiò come parte degli insegnamenti per diventare monaco, anche se ha ammesso che all'epoca non era interessato all'argomento), assieme alla moglie.
Thurman è noto principalmente per le traduzioni e le spiegazioni dei materiali originali del buddhismo tibetano vajrayana, particolarmente per la scuola Gelugpa (dge-lugs-pa), la scuola guidata dal Dalai Lama, e gli scritti del suo fondatore, Je Tsongkhapa (o Tzong Khapa). Ha doppiato inoltre sé stesso nel film d'animazione italiano L'arte della felicità di Alessandro Rak.

## Opere

### In lingua originale
- The Central Philosophy of Tibet: A Study and Translation of Jey Tsong Khapa's "Essence of True Eloquence" (Princeton Library of Asian Translations, Princeton University Press, 1991)
- Essential Tibetan Buddhism (Castle Books, 1995 ISBN 0-7858-0872-8)
- Wisdom and Compassion: The Sacred Art of Tibet (Abrams, 1996)
- Mandala: The Architecture of Enlightenment (Shambhala Publications, 1997)
- Worlds of Transformation: Tibetan Art of Wisdom and Compassion (Harry N. Abrams, 1999)
- Inner Revolution: Life, Liberty, and the Pursuit of Real Happiness (Penguin, 1999)
- The Holy Teaching of Vimalakirti: A Mahayana Scripture (translated by Robert Thurman, Pennsylvania State University Press, 2000, ISBN 0-271-01209-9)
- Infinite Life: Seven Virtues for Living Well (Riverhead Books, 2004, ISBN 1-57322-267-4)
- The Jewel Tree of Tibet: The Enlightenment Engine of Tibetan Buddhism (Free Press/Simon & Schuster, 2005)
- Why the Dalai Lama Matters: His Act of Truth as the Solution for China, Tibet and the World (Atria Books/Beyond Words, 2008, ISBN 1-58270-220-9)

### Disponibili in traduzione italiana
- Il libro tibetano dei morti (a cura di R. Thurman); (1994, trad. 1998), Neri Pozza
- Vita e insegnamenti di Lama Tzong Khapa (2003), Chiara Luce
- La montagna sacra (1999, trad. 2003), Neri Pozza
- Ira, (2006), Cortina Raffaello
- La rivoluzione interiore (1998), Mondadori
- L'essenza del Buddismo Tibetano (1997), Newton & Compton